# Andrea Stimpfl
Andrea Stimpfl (Bolzano, 13 giugno 1959 – Aci Trezza, 4 ottobre 2008) è stato un allenatore di calcio e calciatore italiano, di ruolo difensore.

## Carriera
Cresce nella Virtus Don Bosco di Bolzano e poi, dal 1974 al 1977, nelle giovanili dell'Atalanta.
Dopo le stagioni con le maglie di Acireale, Bolzano e Pergocrema, la sua carriera ha il suo apice con le 3 stagioni in Serie B al Foggia tra il 1980 ed il 1983.
Disputa un'altra stagione fra i cadetti nella Triestina, nel 1983-1984.
Conclude l'attività nell'Atletico Leonzio, nel Giarre, nella Turris e nel Paternò in Eccellenza dove ricoprì il doppio ruolo di allenatore/giocatore, in cui segnò contro la Palestro di Catania il suo ultimo gol. Restò quindi in Sicilia, regione nella quale è rimasto a vivere fino alla sua morte.
In carriera ha totalizzato complessivamente 117 presenze ed una rete in Serie B.

## La morte prematura
Il 4 ottobre 2008 alle 19:30 il nome di Andrea Stimpfl si è aggiunto alla lunga lista dei calciatori scomparsi prematuramente, all'età di 49 anni da poco compiuti. Muore nella sua città d'adozione, Acitrezza, a causa di una leucemia fulminante.